# Barbara Pepper
Barbara Pepper (Marion Pepper) est une actrice américaine, née le 31 mai 1915 à New York et morte le 18 juillet 1969  à Panorama City en Californie.

## Biographie
Barbara Pepper a commencé sa carrière sur scène à l'âge de 16 ans avec les Ziegfeld Follies où elle se prit d'amitié avec Lucille Ball.
Elle se produisit ensuite au cinéma et à la radio, jusqu'au décès accidentel de son mari en 1949 qui la laisse sonnée, tombant rapidement dans l'alcoolisme, prenant trop de poids, ce qui ne lui laisse d'autre choix que d'accepter de petits rôles sans intérêt, notamment dans My Fair Lady et Un monde fou, fou, fou, fou, et dans la série télévisée I Love Lucy. 
On se souvient principalement d'elle grâce à son rôle de « Doris Ziffel » pour la série télévisée Les Arpents verts (Green Acres), rôle qu'elle tint de 1965 à 1968. Une santé défaillante l'éloigna du petit écran et le rôle de Doris a été repris par l'actrice Fran Ryan.   

## Filmographie partielle
- 1934 : Notre pain quotidien (Our Daily Bread) de King Vidor
- 1934 : Kid Millions de Roy Del Ruth
- 1936 : Sous les ponts de New York (Winterset) d'Alfred Santell
- 1936 : La Taverne maudite (The Rogues' Tavern) de Bob Hill
- 1937 : Portia on Trial de George Nichols Jr.
- 1937 : Forty Naughty Girls d'Edward F. Cline
- 1939 : Femmes (The Women) de George Cukor
- 1939 : Sous le ciel du Colorado (Colorado Sunset) de George Sherman
- 1939 : Des souris et des hommes (Of Mice and Men) de Lewis Milestone
- 1940 : Women in War de John H. Auer
- 1940 : Le Retour de Frank James (The Return of Frank James) de Fritz Lang
- 1940 : Correspondant 17 (Foreign Correspondent) d'Alfred Hitchcock
- 1941 : Un cœur pris au piège (The Lady Eve) de Preston Sturges
- 1942 : One Thrilling Night de William Beaudine
- 1943 : Au pays du rythme (Star spangled rhythm)
- 1945 : Un héritage sur les bras (Murder, He Says)
- 1949 : Vive monsieur le maire (The Inspector General)
- 1949 : Le passé se venge (The Crooked Way) de Robert Florey
- 1950 : Trois Gosses sur les bras (My Blue Heaven) de Henry Koster
- 1952 : The Eddie Cantor Story
- 1954 : Une étoile est née (A Star Is Born) de George Cukor
- 1954 : Un amour pas comme les autres (Young at Heart)
- 1962 : Le Marchand de fanfares (The Music Man)
- 1963 : Un enfant attend (A Child Is Waiting)
- 1964 : My Fair Lady
- 1964 : Embrasse-moi, idiot (Kiss Me, Stupid)
- 1965-1971 : Les Arpents verts (Green Acres) : Doris Ziffel (série télé)